# Каре (село)
Ка́ре — село Миколаївської селищної громади у Березівському районі Одеської області в Україні. Населення становить 45 осіб.

## Населення
Згідно з переписом УРСР 1989 року чисельність наявного населення села становила 221 особа, з яких 100 чоловіків та 121 жінка.
За переписом населення України 2001 року в селі мешкало 45 осіб.

### Мова
Розподіл населення за рідною мовою за даними перепису 2001 року:
| Мова       | Відсоток |
| ---------- | -------- |
| українська | 57,78 %  |
| молдовська | 37,78 %  |
| російська  | 4,44 %   |